# Розенберги
Паны из Рожмберка, Рожмберки или Розенберги (чеш. Páni z Rožmberka, Rožmberkové; нем. Rosenberg) — угасший в XVII веке чешский аристократический род, игравший видную роль в истории средневековой Чехии.
Розенберги — ветвь клана Витковичей, происходящая от Витека III Младшего, одного из пятерых сыновей Витека из Прчице, и получившая своё название от замка Рожмберк (Розенберг). С XIII столетия до 1611 года члены семьи занимали высокие посты при королевском дворе в Праге.
Замок Рожмберк, основанный Воком I из Рожмберка, служил резиденцией клана примерно с 1250 года. В 1302 году, по пресечении ветви Витковичей из Крумлова, Розенберги унаследовали Крумловский замок (основанный не позднее 1240 года и реконструированный в 1253 году). Со времён Йиндржиха I из Рожмберка, расширившего Нижний замок, Чешский Крумлов стал главной резиденцией Розенбергов на последующие три столетия.
Герб и эмблема этой семьи представляет собой красную пятилепестковую розу в серебряном обрамлении. Петр I из Рожмберка (сын Йиндржиха I) занимал пост управляющего (высочайшего коморника) при дворе Иоанна Люксембургского. Его жена была вдовой короля Богемии Вацлава III.
Ещё одной значительной персоной в семье был Йиндржих III, сын Ольдржиха I, живший в правление короля Вацлава IV.
Сын Йиндржиха III, Ольдржих II, принадлежал к той части богемской знати, которая защищала интересы католицизма и императора Сигизмунда во время кровопролитных Гуситских войн.
Упадок рода Розенбергов начался с сыновей Йошта III Вилема и Петра Вока. Вилем обычно признаётся наиболее значимым представителем семьи, именно он сделал Чески-Крумлов центром культурной и политической жизни Южной Богемии.
После смерти Вилема в 1592 году, главой семьи стал его младший брат Петр Вок. В 1601 он был вынужден продать свой замок Крумлов (а в следующем году и замок Виткув-Камен) императору Рудольфу II. После чего резиденция Петра Вока была перенесена в Тршебоньский замок, где он и умер в 1611 году. С Петром Воком род Розенбергов пресёкся, а их владения перешли к Швамберкам.